# Јармаут (Мејн)
Јармаут (енгл. Yarmouth) насељено је место без административног статуса у америчкој савезној држави Мејн.

## Демографија
По попису из 2010. године број становника је 5.869, што је 2.309 (64,9%) становника више него 2000. године.
| Група             | 2000.         | 2010.         |
| Белци             | 3.496 (98,2%) | 5.601 (95,4%) |
| Афроамериканци    | 15 (0,4%)     | 39 (0,7%)     |
| Азијати           | 13 (0,4%)     | 74 (1,3%)     |
| Хиспаноамериканци | 17 (0,5%)     | 78 (1,3%)     |
| Укупно            | 3.560         | 5.869         |